# Roy Eefting
Roy Eefting (Harderwijk, 4 settembre 1989) è un pistard e ciclista su strada olandese che corre per il team FNIX - SCOM - Hengxiang Cycling Team. Specialista delle prove endurance su pista, ha vinto tre medaglie ai campionati del mondo.

## Palmarès

### Pista
- 2011

Campionati olandesi, Omnium
- 2013

Campionati olandesi, Omnium
- 2016

Campionati olandesi, Omnium
- 2017

Campionati olandesi, Scratch
- 2019

3ª prova Coppa del mondo 2019-2020, Scratch (Hong Kong)
Campionati olandesi, Corsa a punti
- 2020

Piceno Sprint Cup, Scratch
- 2021

Grand Prix Prešov, Omnium
4ª prova Champions League, Scratch (Londra)
- 2022

Life's an Omnium, Scratch
Life's an Omnium, Corsa a eliminazione
Tasmania Carnivals - Burnie, Scratch
- 2023

Champions League, Scratch (Londra)
- 2024

Life's an Omnium, Scratch

### Strada
- 2014 (Belkin-De Jonge Renner, una vittoria)

Omloop van de Houtse Linies
- 2018 (Memil-CCN Pro Cycling, due vittorie)

7ª tappa Tour of Poyang Lake (Fuzhou > Fuzhou)
3ª tappa Tour of Quanzhou Bay (Quanzhou > Quanzhou)
- 2019 (Memil Pro Cycling, tre vittorie)

11ª tappa Tour of Qinghai Lake (Minqin > Deserto del Tengger)
12ª tappa Tour of Qinghai Lake (Zhongwei > Zhongwei)
3ª tappa Tour of Xingtai (Guangzong > Xingtai)
- 2021 (Ferei-CCN, una vittoria)

Omloop der Kempen
- 2023 (Maloja Pushbikers, una vittoria)

1ª tappa Tour de Taiwan (Taipei > Taipei)

#### Altri successi
- 2009 (Dilettanti)

Grote Omloop van de Veenkolonien
- 2010 (Metec)

Dorpenomloop door Drenthe
- 2015 (Baby-Dump Cycling Team)

Klever Radrennen
- 2016 (LottoNL-Jumbo-De Jonge Renner)

Ronde van Goor
- 2017 (Vlasman Cycling Team)

Meer-Hoogstraten
Rund um Merken
Omloop van de Kompenije
Omloop van Nijeveen
- 2018 (Memil-CCN Pro Cycling)

Omloop van Nijeveen
Classifica a punti Tour of Quanzhou Bay
- 2019 (Memil Pro Cycling)

Rund um Hamminkeln
- 2022 (Allinq Continental Cyclingteam)

1ª tappa, 1ª semitappa Olympia's Tour (Hardenberg > Hardenberg, cronosquadre)
- 2023 (Maloja Pushbikers)

Großer Preis von Buchholz
Classifica scalatori Tour of Estonia

## Piazzamenti

### Competizioni mondiali
- Campionati del mondo su pista

Saint-Quentin-en-Yvelines 2015 - Inseguimento a squadre: 8º
Londra 2016 - Inseguimento a squadre: 8º
Hong Kong 2017 - Inseguimento a squadre: 11º
Hong Kong 2017 - Omnium: 5º
Pruszków 2019 - Scratch: 2º
Berlino 2020 - Scratch: 5º
Berlino 2020 - Corsa a punti: 3º
Roubaix 2021 - Scratch: 4º
Roubaix 2021 - Omnium: 16º
Saint-Quentin-en-Yvelines 2022 - Scratch: 3º
Glasgow 2023 - Scratch: 4º

### Competizioni europee
- Campionati europei su pista

Apeldoorn 2011 - Corsa a punti: 26º
Anadia 2011 - Omnium Under-23: 2º
Panevėžys 2012 - Omnium: 4º
Apeldoorn 2013 - Inseguimento a squadre: 3º
Baie-Mahault 2014 - Scratch: 22º
Baie-Mahault 2014 - Inseguimento a squadre: 7º
Baie-Mahault 2014 - Inseguimento individuale: 14º
Grenchen 2015 - Inseguimento a squadre: 9º
Grenchen 2015 - Inseguimento individuale: 22º
Grenchen 2015 - Americana: ritirato
Saint-Quentin-en-Yvelines 2015 - Inseguimento a squadre: 4º
Saint-Quentin-en-Yvelines 2015 - Inseguimento individuale: 18º
Saint-Quentin-en-Yvelines 2015 - Omnium: 14º
Berlino 2017 - Omnium: 17º
Glasgow 2018 - Scratch: 6º
Glasgow 2018 - Corsa a eliminazione: 10º
Grenchen 2021 - Omnium: 9º
Monaco di Baviera 2022 - Scratch: 3º
Grenchen 2023 - Scratch: 2º
Apeldoorn 2024 - Scratch: 19º
- Giochi europei

Minsk 2019 - Scratch: 6º